# Daniel Doheny
Daniel Doheny (Vancouver, 13 de diciembre de 1997) es un actor y escritor canadiense conocido por protagonizar la comedia canadiense Adventures in Public School y la película de Netflix, Alex Strangelove.

## Carrera
Durante el verano de 2013, Daniel Doheny actuó en Hamlet y Twelfth Night en la etapa "Bard on the Beach".

## Filmografía

### Películas
| Año  | Título                      | Personaje     | Notas        |
| ---- | --------------------------- | ------------- | ------------ |
| 2012 | Hart Attack: First Gear     | Dane Jermaine |              |
| 2012 | False Friend                | Joey          | Cortometraje |
| 2014 | Getting There               |               | Cortometraje |
| 2017 | Adventures in Public School | Liam          |              |
| 2018 | Alex Strangelove            | Alex Truelove |              |
| 2018 | El paquete                  | Sean          | Ejemplo      |

### Series
| Año  | Título            | Personaje         | Notas                          |  |
| ---- | ----------------- | ----------------- | ------------------------------ |  |
| 2016 | HumanTown         | Varios personajes | Película televisva             |  |
| 2017 | Supernatural      | Jarrod Hayes      | Episodio: "The Memory Remains" |  |
| 2021 | [Day of the Dead] | Luke Bowman       | Personaje Recurrente           |  |